# خویشاوندسالاری در جمهوری اسلامی ایران
خویشاوندسالاری در جمهوری اسلامی ایران یکی از مصادیق شایع فساد در ایران است که قدرت سیاسی و امکان راه‌یابی به مسئولیت‌ها در اختیار اقوام نسبی و سببی و نزدیکان است و برای عموم مردم غیروابسته، مشارکت در مدیریت‌ها سخت است. برای اشاره به خویشاوندسالاری در ایران، گاهی از اصطلاح آقازاده استفاده می‌شود.

## دفتر رهبری

### دوران سید علی خامنه‌ای
| نام                  | مسئولیت                                 | سال تصدی  | نسبت فامیلی | منبع  |
| -------------------- | --------------------------------------- | --------- | --- | ----- |
| محمد محمدی گلپایگانی | رئیس دفتر رهبری                         | ۱۳۶۸      | پدرِ داماد سید علی خامنه‌ای (همسر سیده بشری خامنه‌ای) | [ ۲ ] |
| احمد مروی            | معاون دفتر رهبری در امور ارتباطات حوزوی | ۱۳۶۸–۱۳۹۷ | برادر محمدهادی مروی، معاون اول سابق قوه قضاییه |       |
| سید علی‌اصغر دستغیب   | تولیت حرم شاه‌چراغ شیراز                 | ۱۳۹۲–۱۴۰۰ | - خواهر زاده سید عبدالحسین دستغیب، نماینده سابق ولی‌فقیه در فارس و امام جمعه شیراز - برادر سید علی‌محمد دستغیب، نماینده سابق مجلس خبرگان - خواهر زاده سید محمدمهدی دستغیب، تولیت سابق حرم شاه‌چراغ شیراز | [ ۴ ] |
| اکبر نیکزاد ثمرین    | رئیس بنیاد مسکن                         | ۱۴۰۰      | برادر علی نیکزاد، وزیر سابق مسکن و نایب رئیس فعلی مجلس |       |
| محمود محمدی عراقی    | مسئول دفتر رهبری در قم                  | ۱۳۹۸      | داماد محمدتقی مصباح یزدی عضو سابق مجلس خبرگان |       |

### دوران روح‌الله خمینی
| نام            | مسئولیت                   | سال تصدی  | نسبت فامیلی         | منبع  |
| -------------- | ------------------------- | --------- | ------------------- | ----- |
| سید احمد خمینی | نماینده و رئیس دفتر رهبری | ۱۳۵۸–۱۳۶۸ | فرزند روح‌الله خمینی | [ ۲ ] |

## دولت مسعود پزشکیان
| نام          | مسئولیت                           | سال تصدی | نسبت فامیلی                                                   | منبع        |
| ------------ | --------------------------------- | -------- | ------------------------------------------------------------- | ----------- |
| یوسف پزشکیان | دستیار رسانه‌ای دفتر رئیس‌جمهور     | ۱۴۰۳     | پسر مسعود پزشکیان                                             | [ ۵ ] [ ۶ ] |
| علیرضا کاظمی | وزیر آموزش و پرورش                | ۱۴۰۳     | برادر محمد کاظمی، معاون فرمانده کل و رئیس سازمان اطلاعات سپاه | [ ۷ ]       |
| حسن مجیدی    | دستیار اجرایی رئیس‌دفتر رئیس‌ جمهور | ۱۴۰۳     | داماد مسعود پزشکیان، رئیس جمهور                               | [ ۸ ]       |

## دولت ابراهیم رئیسی
| نام                         | مسئولیت                                                   | سال تصدی  | نسبت فامیلی | منبع   |
| --------------------------- | --------------------------------------------------------- | --------- | --- | ------ |
| ابراهیم رئیسی               | رئیس جمهور                                                | ۱۴۰۰      | داماد احمد علم‌الهدی، نماینده ولی‎فقیه در خراسان رضوی و امام جمعه مشهد                                                                                             |        |
| مهرداد بذرپاش               | وزیر راه و شهرسازی                                        | ۱۴۰۱      | داماد علیرضا علی‌احمدی، وزیر سابق آموزش و پرورش | [ ۹ ]  |
| سید امیرحسین قاضی‌زاده هاشمی | معاون رئیس‌جمهور و رئیس بنیاد شهید                         | ۱۴۰۰      | - برادر سید احسان قاضی‌زاده هاشمی، نماینده مجلس - پسرعمو سید حسن قاضی‌زاده هاشمی، وزیر سابق بهداشت - پسرعمو سید حسین قاضی‌زاده هاشمی، نماینده سابق مجلس             |        |
| سورنا ستاری                 | معاون علمی و فناوری رئیس‌جمهور                             | ۱۴۰۰–۱۴۰۱ | فرزند منصور ستاری، فرمانده سابق نیروی هوایی ارتش |        |
| سید محمد حسینی              | معاون امور مجلس رئیس‌جمهور                                 | ۱۴۰۰      | پسر عمو مصطفی پورمحمدی، وزیر سابق کشور و دادگستری |        |
| انسیه خزعلی                 | معاون امور زنان و خانواده رئیس‌جمهور                       | ۱۴۰۰      | - فرزند ابوالقاسم خزعلی، عضو سابق مجلس خبرگان - همسر سید محمدرضا رضازاده، استاندار سابق فارس                                                                     | [ ۲ ]  |
| مهدی اسلام‌پناه              | رئیس سازمان ملی استاندارد ایران                           | ۱۴۰۰      | داماد محمد محمدیان، معاون ارتباطات حوزوی دفتر رهبری |        |
| علی باقری کنی               | معاون سیاسی وزیر خارجه                                    | ۱۴۰۰      | - برادر زاده محمدرضا مهدوی کنی، رئیس سابق مجلس خبرگان - فرزند محمدباقر باقری کنی عضو سابق مجلس خبرگان - برادر داماد سید علی خامنه‌ای رهبری (مصباح‌الهدی باقری کنی) |        |
| محمدامین آقامیری            | دبیر شورای عالی فضای مجازی                                | ۱۴۰۱      | داماد محمدجواد لاریجانی، معاون سابق قوه قضاییه |        |
| پرویز اسماعیلی              | سفیر ایران در کرواسی                                      | ۱۴۰۰      | برادر محسن اسماعیلی، عضو مجلس خبرگان و عضو سابق شورای نگهبان |        |
| میثم نیلی                   | مشاور وزیر و عضو کمیته انتصابات وزارت ارشاد               | ۱۴۰۰      | - برادر داماد ابراهیم رئیسی، رئیس‌جمهور (مقداد نیلی) - فرزند حسین نیلی، وزیر سابق معادن و فلزات                                                                   |        |
| محمد مهدی رحیمی             | مدیرکل روابط عمومی دفتر ریاست جمهوری                      | ۱۴۰۰      | باجناغ پسر حداد عادل |        |
| محمدهادی زاهدی              | مدیر کل آمار و فناوری اطلاعات وزارت علوم                  | ۱۴۰۰      | فرزند محمدمهدی زاهدی، نماینده مجلس و وزیر سابق علوم |        |
| قاسم مکارم شیرازی           | بازرس ویژه و مشاور عالی وزیر راه و شهرسازی                | ۱۴۰۰–۱۴۰۱ | فرزند ناصر مکارم شیرازی، مرجع تقلید و عضو سابق مجلس خبرگان قانون اساسی                                                                                           |        |
| الهام اکبری                 | مشاور وزیر ارشاد در امور آموزش فرهنگ شهروندی              | ۱۴۰۰      | همسر احمد نادری، نماینده مجلس |        |
| سید محمد مرندی              | مشاور تیم مذاکره‌کننده هسته‌ای                              | ۱۴۰۰      | فرزند سید علیرضا مرندی، وزیر سابق بهداشت |        |
| میثم نیلی                   | عضو هیئت امنای بنیاد سینمایی فارابی                       | ۱۴۰۰      | - برادر داماد ابراهیم رئیسی، رئیس‌جمهور (مقداد نیلی) - فرزند حسین نیلی، وزیر سابق معادن و فلزات                                                                   |        |
| حسن خجسته باقرزاده          | عضو هیئت امنای بنیاد سینمایی فارابی                       | ۱۴۰۰      | برادر منصوره خجسته باقرزاده همسر سید علی خامنه‌ای |        |
| کمیل باقرزاده               | عضو شورای عالی سازمان خبرگزاری جمهوری اسلامی              | ۱۴۰۰      | فرزند سردار محمد باقرزاده، فرمانده کمیته جستجوی مفقودین ستاد کل نیروهای مسلح                                                                                     |        |
| زهرا سادات زهرائیان         | سرپرست امور اداری و تشریفات امور بین‌الملل شرکت ملی نفت    | ۱۴۰۱      | همسر مرتضی شاه میرزایی، معاون وقت وزیر نفت و مدیرعامل شرکت ملی صنایع پتروشیمی                                                                                    | [ ۱۴ ] |
| سارا بوربور                 | رئیس مرکز فناوری اطلاعات و ارتباطات سازمان برنامه و بودجه | ۱۴۰۱      | - همسر مجتبی رضاخواه، نماینده تهران در مجلس - دختر حبیب‌الله بوربور، معاون سابق وزیر کشور، معاون وزیر دادگستری و معاون وزیر آموزش و پرورش                         | [ ۱۵ ] |
| میثم نیلی                   | عضو هیئت نظارت بر نشر کتاب بزرگسالان                      | ۱۴۰۱      | - برادر داماد ابراهیم رئیسی، رئیس‌جمهور (مقداد نیلی) - فرزند حسین نیلی، وزیر سابق معادن و فلزات                                                                   | [ ۱۶ ] |
| وهب متقی نیا                | رئیس هیأت مدیره بانک کشاورزی                              | ۱۴۰۰      | - فرزند حسین همدانی فرمانده سابق قرارگاه ثارالله و سپاه محمد رسول الله                                                                                           | [ ۱۷ ] |

## دولت حسن روحانی
| نام                        | مسئولیت                                      | سال تصدی  | نسبت فامیلی |        |
| -------------------------- | -------------------------------------------- | --------- | --- | ------ |
| حسین فریدون                | دستیار ویژه رئیس‌جمهور                        | ۱۳۹۲–۱۳۹۶ | برادر رئیس‌جمهور |        |
| حسام الدین آشنا            | مشاور رئیس‌جمهور                              | ۱۳۹۲–۱۴۰۰ | داماد دری نجف‌آبادی، وزیر سابق اطلاعات و عضو مجمع تشخیص مصلحت |        |
| علی جنتی                   | وزیر فرهنگ و ارشاد اسلامی                    | ۱۳۹۲–۱۳۹۵ | فرزند احمد جنتی، دبیر شورای نگهبان | [ ۲ ]  |
| فخرالدین احمدی دانش‌آشتیانی | وزیر آموزش و پرورش                           | ۱۳۹۵–۱۳۹۶ | فرزند محمدحسین احمدی دانش‌آشتیانی، نماینده سابق مجلس |        |
| عیسی کلانتری               | معاون رئیس‌جمهور و رئیس سازمان محیط زیست      | ۱۳۹۶–۱۴۰۰ | برادر موسی کلانتری، وزیر سابق راه |        |
| محمدعلی شهیدی محلاتی       | معاون رئیس‌جمهور و رئیس بنیاد شهید            | ۱۳۹۲–۱۳۹۹ | - داماد سید هاشم رسولی محلاتی، نماینده سابق مجلس خبرگان - باجناغ علی‌اکبر ناطق نوری، رئیس سابق مجلس - باجناغ عباس آخوندی، وزیر سابق راه و مسکن - پدر زن محمدسعید مهدوی کنی، فرزند محمدرضا مهدوی کنی                     |        |
| سورنا ستاری                | معاون علمی و فناوری رئیس‌جمهور                | ۱۳۹۲–۱۴۰۰ | فرزند منصور ستاری فرمانده سابق نیروی هوایی ارتش | [ ۲ ]  |
| محمدمهدی تندگویان          | معاون جوانان وزارت ورزش و جوانان             | ۱۳۹۶–۱۴۰۰ | فرزند محمدجواد تندگویان، وزیر پیشین نفت |        |
| باقر لاریجانی              | مشاور عالی وزیر بهداشت                       | ۱۳۹۸      | - برادر صادق لاریجانی رئیس سابق قوه قضاییه - برادر علی لاریجانی، رئیس سابق مجلس | [ ۲ ]  |
| مهدی جهانگیری              | موسس بانک گردشگری                            | ۱۳۸۹      | برادر اسحاق جهانگیری، معاون اول رئیس‌جمهور |        |
| غلامعلی خوشرو              | سفیر ایران در سازمان ملل                     | ۱۳۹۳–۱۳۹۷ | پدر داماد حسن روحانی رئیس‌جمهور وقت |        |
| سید احمد عراقچی            | معاون بانک مرکزی                             | ۱۳۹۶–۱۳۹۷ | برادر عباس عراقچی، معاون وزیر خارجه |        |
| محمدرضا تابش               | عضو شورای عالی محیط زیست                     | ۱۳۹۲      | خواهر زاده سید محمد خاتمی، رئیس‌جمهور سابق |        |
| سید محمدحسن خامنه‌ای        | عضو شورای پروانه نمایش وزارت ارشاد           | ۱۳۹۲      | برادر سید علی خامنه‌ای |        |
| صادق خرازی                 | عضو شورای عالی میراث فرهنگی                  | ۱۳۹۸      | - برادرِ عروس رهبری (همسر سید مسعود خامنه‌ای) - برادر زاده کمال خرازی، وزیر سابق خارجه - پدر عروس سید محمدرضا خاتمی، نایب رئیس سابق مجلس                                                                                 |        |
| سید محمدجواد رسولی محلاتی  | سفیر ایران در بلغارستان                      | ۱۳۹۷      | - فرزند سید هاشم رسولی محلاتی، نماینده سابق مجلس خبرگان - برادر زن علی‌اکبر ناطق نوری، رئیس سابق مجلس - برادر زن عباس آخوندی، وزیر سابق مسکن - برادر زن سید محمدعلی شهیدی محلاتی، معاون وقت رئیس‌جمهور و رئیس بنیاد شهید |        |
| پرویز اسماعیلی             | سفیر ایران در کرواسی                         | ۱۳۹۸–۱۴۰۰ | برادر محسن اسماعیلی، عضو مجلس خبرگان و عضو سابق شورای نگهبان |        |
| طیبه ماهروزاده             | عضو شورای عالی آموزش و پرورش                 | ۱۳۹۸      | - همسر غلامعلی حداد عادل، رئیس سابق مجلس - مادر همسر سید مجتبی خامنه‌ای، فرزند سید علی خامنه‌ای |        |
| علیرضا معزی                | معاون ارتباطات و اطلاع‌رسانی دفتر رئیس‌جمهور   | ۱۳۹۸–۱۴۰۰ | فرزند عبدالحسین معزی، نماینده رهبری در جمعیت هلال احمر | [ ۱۸ ] |
| پرویز اسماعیلی             | معاون ارتباطات و اطلاع‌رسانی دفتر رئیس‌جمهور   | ۱۳۹۳–۱۳۹۸ | برادر محسن اسماعیلی، عضو مجلس خبرگان و عضو شورای نگهبان | [ ۱۹ ] |
| علیرضا معزی                | دبیر شورای اطلاع‌رسانی دولت                   | ۱۳۹۳–۱۳۹۸ | فرزند عبدالحسین معزی، نماینده رهبری در جمعیت هلال احمر |        |
| سید حسین میرخلیلی          | سرپرست حوزه ریاست رئیس سازمان برنامه و بودجه | ۱۳۹۷      | - فرزند سید علی میرخلیلی، نماینده سابق مجلس - داماد سید احمد خاتمی، امام جمعه تهران و نماینده مجلس خبرگان |        |

## دولت محمود احمدی‌نژاد
| نام                       | مسئولیت                                             | سال تصدی  | نسبت فامیلی | منبع   |
| ------------------------- | --------------------------------------------------- | --------- | --- | ------ |
| اسفندیار رحیم مشایی       | رئیس دفتر رئیس‌جمهور                                 | ۱۳۸۸–۱۳۹۱ | پدر عروس محمود احمدی‌نژاد، رئیس‌جمهور |        |
| مرضیه وحید دستجردی        | وزیر بهداشت و درمان                                 | ۱۳۸۸–۱۳۹۱ | - فرزند سیف‌الله وحید دستجردی، رئیس سابق هلال احمر - خواهر احمد وحید دستجردی، قائم‌مقام وقت وزیر دفاع                                                                                                   |        |
| فاطمه جوادی               | معاون رئیس‌جمهور و رئیس سازمان محیط زیست             | ۱۳۸۴–۱۳۸۸ | برادر زاده عبدالله جوادی آملی از مراجع تقلید و نماینده سابق مجلس خبرگان |        |
| داوود احمدی‌نژاد           | ریاست بازرسی نهاد ریاست‌جمهوری                       | ۱۳۸۴–۱۳۸۷ | برادر رئیس‌جمهور | [ ۲۰ ] |
| محمدعلی شهیدی محلاتی      | مشاور رئیس‌جمهور و رئیس دفتر بازرسی ویژه ریاست‌جمهوری | ۱۳۸۸–۱۳۹۰ | - داماد سید هاشم رسولی محلاتی، نماینده سابق مجلس خبرگان - باجناغ علی‌اکبر ناطق نوری، رئیس سابق مجلس - باجناغ عباس آخوندی، وزیر سابق راه و مسکن - پدر زن محمدسعید مهدوی کنی، فرزند محمدرضا مهدوی کنی    |        |
| مهرداد بذرپاش             | معاون رئیس‌جمهور و رئیس سازمان ملی جوانان            | ۱۳۸۹–۱۳۸۸ | داماد علیرضا علی‌احمدی، وزیر وقت آموزش و پرورش | [ ۲۱ ] |
| سید مجتبی ثمره هاشمی      | مشاور و دستیار ارشد رئیس‌جمهور                       | ۱۳۸۴–۱۳۹۲ | خواهر زاده محمدجواد باهنر، نخست‌وزیر سابق |        |
| علی جنتی                  | معاونت سیاسی وزیر کشور                              | ۱۳۸۴–۱۳۸۵ | فرزند احمد جنتی، دبیر شورای نگهبان |        |
| محمدمهدی آخوندزاده        | معاون وزیر خارجه                                    | ۱۳۸۶–۱۳۹۲ | - شوهر خواهر محمد سرافراز، معاون برون‌مرزی سازمان صدا و سیما - شوهر خواهر جواد سرافراز، عضو شورای مرکزی حزب جمهوری اسلامی و مسئول دفتر سید محمد بهشتی                                                  |        |
| علی باقری کنی             | معاون سیاست خارجی دبیرخانه شورای عالی امنیت ملی     | ۱۳۸۷–۱۳۹۲ | - برادر زاده محمدرضا مهدوی کنی، رئیس سابق مجلس خبرگان - فرزند محمدباقر باقری کنی عضو سابق مجلس خبرگان - برادر داماد سید علی خامنه‌ای رهبری (مصباح‌الهدی باقری کنی)                                      |        |
| سورنا ستاری               | رئیس سازمان بهینه‌سازی مصرف سوخت کشور                | ۱۳۸۴–۱۳۸۵ | فرزند منصور ستاری، فرمانده سابق نیروی هوایی ارتش |        |
| محمدعلی شهیدی محلاتی      | معاون کنسولی وزیر خارجه                             | ۱۳۸۵–۱۳۸۸ | - داماد سید هاشم رسولی محلاتی، نماینده سابق مجلس خبرگان - باجناغ علی‌اکبر ناطق نوری، رئیس سابق مجلس - باجناغ عباس آخوندی، وزیر سابق راه و مسکن - پدر زن محمدسعید مهدوی کنی، فرزند محمدرضا مهدوی کنی    |        |
| سید محمدجواد رسولی محلاتی | سفیر ایران در عربستان                               | ۱۳۸۶–۱۳۹۲ | - فرزند سید هاشم رسولی محلاتی، نماینده سابق مجلس خبرگان - برادر زن علی‌اکبر ناطق نوری، رئیس سابق مجلس - برادر زن عباس آخوندی، وزیر سابق مسکن - برادر زن سید محمدعلی شهیدی محلاتی، معاون وقت وزیر خارجه |        |
| اکبر نیکزاد ثمرین         | استاندار اردیبل                                     | ۱۳۹۱–۱۳۹۲ | برادر علی نیکزاد، وزیر وقت راه و شهرسازی و استاندار سابق اردیبل |        |
| سید محمدرضا رضازاده       | استاندار فارس                                       | ۱۳۸۴–۱۳۸۸ | داماد ابوالقاسم خزعلی، عضو سابق شورای نگهبان و مجلس خبرگان |        |
| اکبر نیکزاد ثمرین         | استاندار کهگیلویه و بویر احمد                       | ۱۳۹۰–۱۳۹۱ | برادر علی نیکزاد، وزیر وقت راه و شهرسازی |        |
| زهره سادات لاجوردی        | معاون مرکز امور زنان                                |           | دختر سید اسدالله لاجوردی، دادستان سابق انقلاب تهران و رئیس سازمان زندان‌ها |        |

- طاهره نظری مهر - وزارت امور خارجه:

وی که همسر منوچهر متکی وزیر امور خارجه دولت احمدی‌نژاد است، از سازمان بهزیستی (در آستانه بازنشستگی) به وزارت امور خارجه منتقل گردید و به سمت «مدیرکل حقوق بشر و زنان وزارت خارجه» منصوب شد. منوچهر متکی برای انتصاب وی به این پست اداره حقوق بشر وزارت خارجه را از اداره کل سیاسی و اموربین‌الملل جدا و همراه با دفتر امور زنان این وزارتخانه یک اداره کل جدید ایجاد و همسرش را به ریاست آن منصوب کرد.
- برادر همسر منوچهر متکی - وزات امور خارجه:

وی که دندانپزشک و فاقد هر گونه سابقه خاص در وزارت امور خارجه بوده‌است به عنوان وابسته کار به بحرین اعزام گردید.

### استانداری‌ها
- رحیم قربانی - استاندار آذربایجان غربی:

1. همسر استاندار:ریاست مرکز زنان و جوانان استانداری
2. باجناغ استاندار: معاون سازمان آموزش و پرورش استان (سابقه وی مدیریت یک مدرسه غیرانتفاعی بوده‌است)
3. خواهرزاده استاندار: عضو گروه مشاورین جوان استاندار (در حال طی خدمت سربازی)
4. خواهرزاده استاندار: مدیر مالی سازمان همیاری شهرداری‌ها
5. خواهرزاده استاندار: مشاور استاندار و از اعضای مؤثر هیئت نظارت استان
6. خواهرزاده استاندار: مدیر تدارکات همیاری شهرداری‌های استان و عضو هیئت نظارت (مدرک فوق دیپلم)
7. پسرخاله استاندار: سمت مشاور استاندار
8. پسرخاله استاندار: سمت مشاور استاندار[۲۵]

## دولت سید محمد خاتمی
| نام                 | مسئولیت                                           | سال تصدی  | نسبت فامیلی | منبع |
| ------------------- | ------------------------------------------------- | --------- | --- | ---- |
| کمال خرازی          | وزیر خارجه                                        | ۱۳۷۶–۱۳۸۴ | - برادر سید محسن خرازی، نماینده مجلس خبرگان و پدر عروس سید علی خامنه‌ای رهبری - عموی صادق خرازی، سفیر سابق ایران در فرانسه              |      |
| محمدحسین شریف‌زادگان | وزیر رفاه و تأمین اجتماعی                         | ۱۳۸۳–۱۳۸۴ | شوهر خواهر میرحسین موسوی، نخست‌وزیر سابق                                                                                                |      |
| عیسی کلانتری        | وزیر کشاورزی                                      | ۱۳۷۶–۱۳۷۹ | برادر موسی کلانتری، وزیر سابق راه |      |
| سید علی خاتمی       | رئیس دفتر رئیس‌جمهور                               | ۱۳۸۰–۱۳۸۴ | برادر سید محمد خاتمی، رئیس‌جمهور |      |
| محمد هاشمی رفسنجانی | سرپرست نهاد ریاست‌جمهوری                           | ۱۳۷۶–۱۳۸۰ | برادر اکبر هاشمی رفسنجانی، رئیس‌جمهور سابق                                                                                              |      |
| محمدعلی صدوقی       | معاون امور مجلس رئیس‌جمهور                         | ۱۳۷۷–۱۳۸۰ | - فرزند محمد صدوقی، امام جمعه سابق یزد و عضو سابق مجلس خبرگان قانون اساسی - همسر خواهر سید محمد خاتمی، رئیس‌جمهور وقت                   |      |
| محمدرضا تابش        | قائم مقام رئیس دفتر رئیس‌جمهور                     | ۱۳۷۶–۱۳۷۹ | خواهر زاده سید محمد خاتمی، رئیس‌جمهور                                                                                                   |      |
| سید حسین مرعشی      | معاون رئیس‌جمهور و رئیس سازمان میراث فرهنگی        | ۱۳۸۳–۱۳۸۴ | پسرعموی عفت مرعشی، همسرِ علی‌اکبر هاشمی رفسنجانی رئیس‌جمهور وقت                                                                           |      |
| زهرا رهنورد         | مشاور سیاسی رئیس‌جمهور                             |           | همسر میرحسین موسوی، نخست‌وزیر سابق و عضو مجمع تشخیص مصلحت نظام                                                                          |      |
| صادق خرازی          | معاون وزیر خارجه                                  | ۱۳۸۱–۱۳۷۷ | - برادرِ عروس رهبری (همسر سید مسعود خامنه‌ای) - برادر زاده کمال خرازی، وزیر سابق خارجه - پدر عروس سید محمدرضا خاتمی، نایب رئیس سابق مجلس |      |
| غلامعلی خوشرو       | معاون وزیر خارجه                                  | ۱۳۷۶–۱۳۸۴ | پدر داماد حسن روحانی رئیس‌جمهور سابق |      |
| محمدحسین شریف‌زادگان | مدیرعامل سازمان تأمین اجتماعی                     | ۱۳۸۰–۱۳۸۳ | شوهر خواهر میرحسین موسوی، نخست‌وزیر سابق                                                                                                |      |
| صادق خرازی          | سفیر ایران در فرانسه                              | ۱۳۸۱–۱۳۸۵ | - برادرِ عروس رهبری (همسر سید مسعود خامنه‌ای) - برادر زاده کمال خرازی، وزیر سابق خارجه - پدر عروس سید محمدرضا خاتمی، نایب رئیس سابق مجلس |      |
| محمدحسین خوشوقت     | مدیر کل سابق مطبوعات و رسانه‌های خارجی وزارت ارشاد |           | - فرزند عزیزالله خوشوقت - برادر عروس سید علی خامنه‌ای رهبری (همسر سید صطفی خامنه‌ای)                                                     |      |
| فاطمه کروبی         | معاون اجتماعی وزارت کار                           | ۱۳۸۰–۱۳۸۴ | همسر مهدی کروبی، رئیس سابق مجلس |      |
| علی جنتی            | سفیر ایران در کویت                                | ۱۳۷۷–۱۳۸۴ | فرزند احمد جنتی، دبیر شورای نگهبان |      |
| علی هاشمی بهرمانی   | معاون گردشگری رئیس سازمان میراث فرهنگی            | ۱۳۸۳–۱۳۸۴ | برادر زاده اکبر هاشمی رفسنجانی، رئیس‌جمهور سابق                                                                                         |      |
| مهدی هاشمی رفسنجانی | رئیس سازمان بهینه‌سازی مصرف سوخت کشور              | ۱۳۷۹–۱۳۸۴ | فرزند اکبر هاشمی رفسنجانی، رئیس‌جمهور سابق                                                                                              |      |

## دولت اکبر هاشمی رفسنجانی
| نام                 | مسئولیت                                             | سال تصدی  | نسبت فامیلی | منبع |
| ------------------- | --------------------------------------------------- | --------- | --- | ---- |
| محسن هاشمی رفسنجانی | رئیس دفتر رئیس جهور                                 | ۱۳۷۵–۱۳۷۶ | فرزند علی‌اکبر هاشمی رفسنجانی رئیس‌جمهور وقت                                                                                             |      |
| حسین مرعشی          | رئیس دفتر رئیس‌جمهور                                 | ۱۳۷۲–۱۳۷۵ | پسرعموی عفت مرعشی، همسرِ علی‌اکبر هاشمی رفسنجانی رئیس‌جمهور وقت                                                                           |      |
| محمد هاشمی رفسنجانی | معاون اجرایی رئیس‌جمهور                              | ۱۳۷۴–۱۳۷۶ | برادر اکبر هاشمی رفسنجانی، رئیس‌جمهور وقت                                                                                               |      |
| محسن هاشمی رفسنجانی | مشاور رئیس‌جمهور و رئیس دفتر بازرسی ویژه ریاست‌جمهوری | ۱۳۶۸–۱۳۷۶ | فرزند علی‌اکبر هاشمی رفسنجانی رئیس‌جمهور وقت                                                                                             |      |
| عیسی کلانتری        | وزیر کشاورزی                                        | ۱۳۶۸–۱۳۷۶ | برادر موسی کلانتری، وزیر سابق راه |      |
| سید محمد خاتمی      | وزیر فرهنگ و ارشاد اسلامی                           | ۱۳۶۸–۱۳۷۱ | فرزند سید روح‌الله خاتمی، نماینده ولی‌فقیه و امام جمعه سابق یزد                                                                          |      |
| مصطفی معین          | وزیر فرهنگ و آموزش عالی                             | ۱۳۶۸–۱۳۷۲ | داماد گوهرالشریعه دستغیب، نمانیده سابق مجلس                                                                                            |      |
| کمال خرازی          | نماینده و سفیر ایران در سازمان ملل                  | ۱۳۶۸–۱۳۷۶ | - برادر سید محسن خرازی، نماینده مجلس خبرگان و پدر عروس سید علی خامنه‌ای رهبری - عموی صادق خرازی، سفیر سابق ایران در فرانسه              |      |
| صادق خرازی          | معاون نمایندگی ایران در سازمان ملل                  | ۱۳۶۸–۱۳۷۴ | - برادرِ عروس رهبری (همسر سید مسعود خامنه‌ای) - برادر زاده کمال خرازی، وزیر سابق خارجه - پدر عروس سید محمدرضا خاتمی، نایب رئیس سابق مجلس |      |
| علی جنتی            | استاندار خراسان                                     | ۱۳۶۸–۱۳۷۱ | فرزند احمد جنتی، دبیر شورای نگهبان |      |
| حسین مرعشی          | استاندار کرمان                                      | ۱۳۶۸–۱۳۷۲ | پسرعموی عفت مرعشی، همسرِ علی‌اکبر هاشمی رفسنجانی رئیس‌جمهور وقت                                                                           |      |
| سید محمد خاتمی      | مشاور رئیس‌جمهور و رئیس کتابخانه ملی                 | ۱۳۷۱–۱۳۷۶ | فرزند سید روح‌الله خاتمی، نماینده ولی‌فقیه و امام جمعه سابق یزد                                                                          |      |

## دولت سیدعلی خامنه‌ای
| نام                | مسئولیت                   | سال تصدی  | نسبت فامیلی                                                                            | منبع |
| ------------------ | ------------------------- | --------- | -------------------------------------------------------------------------------------- | ---- |
| محمد محمدی ری‌شهری  | وزیر اطلاعات              | ۱۳۶۳–۱۳۶۸ | داماد علی مشکینی، رئیس وقت مجلس خبرگان                                                 |      |
| سید محمد خاتمی     | وزیر فرهنگ و ارشاد اسلامی | ۱۳۶۱–۱۳۶۸ | فرزند سید روح‌الله خاتمی، نماینده ولی‌فقیه و امام جمعه سابق یزد                          |      |
| محمدمهدی آخوندزاده | کاردار ایران در بریتانیا  | ۱۳۶۵–۱۳۶۸ | شوهر خواهر جواد سرافراز، عضو شورای مرکزی حزب جمهوری اسلامی و مسئول دفتر سید محمد بهشتی |      |

## قوه قضاییه
| نام                  | مسئولیت                                        | سال تصدی  | نسبت فامیلی |
| -------------------- | ---------------------------------------------- | --------- | --- |
| صادق لاریجانی        | رئیس قوه قضاییه                                | ۱۳۸۸–۱۳۹۷ | - داماد حسین وحید خراسانی، از مراجع تقلید - برادر علی لاریجانی، رئیس سابق مجلس                                                                                   |
| محمدهادی مروی        | معاون اول رئیس قوه قضائیه                      | ۱۳۷۸–۱۳۸۳ | - داماد ابوالقاسم خزعلی، عضو سابق شورای نگهبان و مجلس خبرگان - برادر احمد مروی، معاون وقت ارتباطات حوزوی دفتر رهبری                                              |
| محمدجواد لاریجانی    | معاون بین‌الملل و رئیس ستاد حقوق بشر قوه قضاییه | ۱۳۸۴–۱۳۹۸ | - برادر صادق لاریجانی رئیس وقت قوه قضاییه - برادر علی لاریجانی، رئیس وقت مجلس                                                                                    |
| محمد محمدی ری‌شهری    | دادستان کل کشور                                | ۱۳۶۸–۱۳۷۰ | داماد علی مشکینی، رئیس وقت مجلس خبرگان |
| سید مصطفی محقق داماد | رئیس سازمان بازرسی کل کشور                     | ۱۳۶۰–۱۳۷۳ | - شوهر خواهر صادق لاریجانی رئیس سابق قوه قضاییه - شوهر خواهر علی لاریجانی، رئیس سابق مجلس                                                                        |
| علی باقری کنی        | معاون بین‌الملل و رئیس ستاد حقوق بشر قوه قضاییه | ۱۳۹۸–۱۴۰۰ | - برادر زاده محمدرضا مهدوی کنی، رئیس سابق مجلس خبرگان - فرزند محمدباقر باقری کنی عضو سابق مجلس خبرگان - برادر داماد سید علی خامنه‌ای رهبری (مصباح‌الهدی باقری کنی) |
| کاظم غریب‌آبادی       | معاون بین‌الملل و رئیس ستاد حقوق بشر قوه قضاییه | ۱۴۰۰      | داماد محمدباقر ذوالقدر، دبیر وقت مجمع تشخیص مصلحت و معاون سابق رئیس قوه قضاییه                                                                                   |
| محمد محمدی ری‌شهری    | دادستان دادگاه ویژه روحانیت                    | ۱۳۶۸–۱۳۷۷ | داماد علی مشکینی، رئیس وقت مجلس خبرگان |

## قوه مقننه

### مجلس یازدهم
| نام                      | مسئولیت               | سال تصدی  | نسبت فامیلی | منبع   |
| ------------------------ | --------------------- | --------- | --- | ------ |
| مهرداد بذرپاش            | رئیس دیوان محاسبات    | ۱۳۹۹–۱۴۰۱ | داماد علیرضا علی‌احمدی، وزیر سابق آموزش و پرورش |        |
| احمدرضا دستغیب           | رئیس دیوان محاسبات    | ۱۴۰۱      | - فرزند سید علی‌اصغر دستغیب، عضو مجلس خبرگان و تولیت حرم‌شاه‌چراغ - برادر زاده سید علی‌محمد دستغیب، عضو سابق مجلس خبرگان - نوه برادر سید عبدالحسین دستغیب، امام جمعه سابق شیراز  |        |
| زهره سادات لاجوردی       | نماینده تهران         | ۱۳۹۹      | دختر سید اسدالله لاجوردی، دادستان سابق انقلاب تهران و رئیس سازمان زندان‌ها |        |
| سید احسان قاضی‌زاده هاشمی | نماینده فریمان و سرخس | ۱۳۹۹      | - برادر سید امیرحسین قاضی‌زاده هاشمی، معاون رئیس‌جمهور و رئیس بنیاد شهید - پسرعمو سید حسن قاضی‌زاده هاشمی، وزیر سابق بهداشت - پسرعمو سید حسین قاضی‌زاده هاشمی، نماینده سابق مجلس |        |
| مجتبی رضاخواه            | نماینده تهران         | ۱۳۹۹      | داماد حبیب‌الله بوربور، معاون سابق وزیر کشور، معاون وزیر دادگستری و معاون وزیر آموزش و پرورش                                                                                  | [ ۲۸ ] |

### مجلس دهم
| نام                      | مسئولیت               | سال تصدی  | نسبت فامیلی | منبع   |
| ------------------------ | --------------------- | --------- | --- | ------ |
| علی مطهری                | نایب رئیس مجلس        | ۱۳۹۵–۱۳۹۸ | - فرزند مرتضی مطهری، رئیس شورای انقلاب - برادر همسر علی لاریجانی، رئیس سابق مجلس                                                                          |        |
| سیده فاطمه حسینی         | نماینده تهران         | ۱۳۹۵–۱۳۹۹ | فرزند سید صفدر حسینی، وزیر سابق کار و اقتصاد |        |
| محمدمهدی مفتح            | نماینده رزن           | ۱۳۹۵–۱۳۹۹ | - فرزند محمد مفتح، از مبارزین انقلاب |        |
| سید احسان قاضی‌زاده هاشمی | نماینده فریمان و سرخس | ۱۳۹۵–۱۳۹۹ | - برادر سید امیرحسین قاضی‌زاده هاشمی، عضو هیئت رئیسه مجلس - پسرعمو سید حسن قاضی‌زاده هاشمی، وزیر بهداشت - پسرعمو سید حسین قاضی‌زاده هاشمی، نماینده سابق مجلس |        |
| سیده فاطمه ذوالقدر       | نماینده تهران         | ۱۳۹۵–۱۳۹۹ | فرزند سید مصطفی ذوالقدر، نماینده سابق مجلس |        |
| محمدمهدی افتخاری         | نماینده فومن و شفت    | ۱۳۹۵–۱۳۹۹ | فرزند محمدحسین افتخاری، نماینده سابق مجلس |        |
| محمد دامادی              | نماینده ساری          | ۱۳۹۵–۱۳۹۹ | فرزند عزت‌الله دامادی، نماینده سابق مجلس |        |
| سید محمدباقر عبادی       | نماینده بیرجند        | ۱۳۹۵–۱۳۹۹ | فرزند سید علیرضا عبادی، نماینده ولی‌فقیه و امام جمعه بیرجند و نماینده سابق مجلس                                                                            |        |
| سید محسن علوی            | نماینده لامرد و مهر   | ۱۳۹۵–۱۳۹۹ | فرزند سید محمود علوی، وزیر وقت اطلاعات و نماینده مجلس خبرگان                                                                                              | [ ۲۹ ] |
| محمود صادقی              | نماینده تهران         | ۱۳۹۵–۱۳۹۹ | فرزند محمدحسین صادقی، نماینده سابق مجلس | [ ۳۰ ] |

### مجلس نهم
| نام                     | مسئولیت        | سال تصدی  | نسبت فامیلی | منبع   |
| ----------------------- | -------------- | --------- | --- | ------ |
| علی مطهری               | نماینده تهران  | ۱۳۹۱–۱۳۹۵ | - فرزند مرتضی مطهری، رئیس شورای انقلاب - برادر همسر علی لاریجانی، رئیس وقت مجلس |        |
| سید محمدحسن ابوترابی‌فرد | نایب رئیس مجلس | ۱۳۹۱–۱۳۹۵ | - فرزند سید عباس ابوترابی‌فرد، نماینده سابق مجلس - برادر سید علی‌اکبر ابوترابی‌فرد، نماینده سابق مجلس و مؤسس جمعیت ایثارگران                                                                      |        |
| غلامعلی حداد عادل       | نماینده تهران  | ۱۳۹۱–۱۳۹۵ | - پدرِ عروس سید علی خامنه‌ای (همسر سید مجتبی خامنه‌ای) - برادر مجید حداد عادل، استاندار سابق کرمانشاه                                                                                             |        |
| مهرداد بذرپاش           | نماینده تهران  | ۱۳۹۱–۱۳۹۵ | داماد علیرضا علی‌احمدی، وزیر سابق آموزش و پرورش | [ ۳۱ ] |
| احمدرضا دستغیب          | نماینده شیراز  | ۱۳۹۱–۱۳۹۵ | - فرزند سید علی‌اصغر دستغیب، عضو مجلس خبرگان و تولیت حرم‌شاه‌چراغ - برادر زاده سید علی‌محمد دستغیب، عضو سابق مجلس خبرگان - نوه برادر سید عبدالحسین دستغیب، امام جمعه سابق شیراز و سومین شهید محراب |        |
| کمال‌الدین پیرمؤذن       | نماینده اردیبل | ۱۳۹۱–۱۳۹۵ | برادر نورالدین پیرمؤذن، نماینده سابق مجلس |        |
| محمد دامادی             | نماینده ساری   | ۱۳۹۱–۱۳۹۵ | فرزند عزت‌الله دامادی، نماینده سابق مجلس |        |
| سید محمدباقر عبادی      | نماینده بیرجند | ۱۳۹۱–۱۳۹۵ | فرزند سید علیرضا عبادی، نماینده سابق مجلس |        |

### مجلس هشتم
| نام                     | مسئولیت                 | سال تصدی  | نسبت فامیلی | منبع   |
| ----------------------- | ----------------------- | --------- | --- | ------ |
| غلامعلی حداد عادل       | رئیس کمیسیون فرهنگی     | ۱۳۸۷–۱۳۹۱ | - پدر عروس سید علی خامنه‌ای (همسر سید مجتبی خامنه‌ای) - برادر مجید حداد عادل، استاندار سابق کرمانشاه                                                        |        |
| علی مطهری               | نماینده تهران           | ۱۳۸۷–۱۳۹۱ | - فرزند مرتضی مطهری، رئیس شورای انقلاب - برادر همسر علی لاریجانی، رئیس وقت مجلس                                                                           |        |
| احمد ناطق نوری          | نماینده نور و محمودآباد | ۱۳۸۷–۱۳۹۱ | برادر علی‌اکبر ناطق نوری رئیس سابق مجلس |        |
| سید محمدحسن ابوترابی‌فرد | نماینده قزوین           | ۱۳۸۷–۱۳۹۱ | - فرزند سید عباس ابوترابی‌فرد، نماینده سابق مجلس - برادر سید علی‌اکبر ابوترابی‌فرد، نماینده سابق مجلس و مؤسس جمعیت ایثارگران                                 |        |
| سید محمدکاظم حجازی      | نماینده همدان           | ۱۳۸۷–۱۳۹۱ | برادر سید علی‌اصغر حجازی، از اعضای بلندپایه دفتر رهبری |        |
| احمدرضا دستغیب          | نماینده شیراز           | ۱۳۸۷–۱۳۹۱ | - فرزند سید علی‌اصغر دستغیب، عضو مجلس خبرگان - برادر زاده سید علی‌محمد دستغیب، عضو سابق مجلس خبرگان - نوه خواهری سید عبدالحسین دستغیب، امام جمعه سابق شیراز |        |
| علی عباسپور طهرانی فرد  | نماینده تهران           | ۱۳۸۷–۱۳۹۱ | برادر حسن عباس‌پور، وزیر سابق نیرو | [ ۳۲ ] |

### مجلس هفتم
| نام                     | مسئولیت                  | سال تصدی  | نسبت فامیلی | منبع   |
| ----------------------- | ------------------------ | --------- | --- | ------ |
| غلامعلی حداد عادل       | رئیس مجلس                | ۱۳۸۳–۱۳۸۷ | - پدر عروس سید علی خامنه‌ای (همسر سید مجتبی خامنه‌ای) - برادر مجید حداد عادل، استاندار سابق کرمانشاه                        |        |
| محمدرضا تابش            | رئیس فراکسیون اقلیت مجلس | ۱۳۸۳–۱۳۸۷ | خواهر زاده سید محمد خاتمی، رئیس‌جمهور سابق                                                                                 |        |
| احمد ناطق نوری          | نماینده نور و محمودآباد  | ۱۳۸۳–۱۳۸۷ | برادر علی‌اکبر ناطق نوری رئیس سابق مجلس                                                                                    |        |
| سید محمدحسن ابوترابی‌فرد | نماینده قزوین            | ۱۳۸۳–۱۳۸۷ | - فرزند سید عباس ابوترابی‌فرد، نماینده سابق مجلس - برادر سید علی‌اکبر ابوترابی‌فرد، نماینده سابق مجلس و مؤسس جمعیت ایثارگران |        |
| سید عباس پاک‌نژاد        | نماینده یزد              | ۱۳۸۳–۱۳۸۷ | برادر سید رضا پاک‌نژاد، نماینده سابق مجلس و از اعضای حزب جمهوری اسلامی                                                     |        |
| محمد علیخانی            | نماینده قزوین            | ۱۳۸۳–۱۳۸۷ | فرزند قدرت‌الله علیخانی، نمیانده مجلس و رئیس سابق بازرسی کل نیروی انتظامی                                                  |        |
| نفیسه فیاض‌بخش           | نماینده تهران            | ۱۳۸۳–۱۳۸۷ | فرزند محمدعلی فیاض‌بخش، وزیر مشاور و رئیس سابق سازمان بهزیستی                                                              |        |
| علی عباسپور طهرانی فرد  | نماینده تهران            | ۱۳۸۳–۱۳۸۷ | برادر حسن عباس‌پور، وزیر سابق نیرو                                                                                         | [ ۳۳ ] |

### مجلس ششم
| نام                     | مسئولیت                 | سال تصدی  | نسبت فامیلی | منبع |
| ----------------------- | ----------------------- | --------- | --- | ---- |
| غلامعلی حداد عادل       | رئیس فراکسیون اقلیت     | ۱۳۷۹–۱۳۸۳ | - پدر عروس سید علی خامنه‌ای (همسر سید مجتبی خامنه‌ای) - برادر مجید حداد عادل، استاندار سابق کرمانشاه                        |      |
| سید محمدرضا خاتمی       | نایب رئیس مجلس          | ۱۳۷۹–۱۳۸۲ | برادر سید محمد خاتمی، رئیس جهور وقت                                                                                       |      |
| سید هادی خامنه‌ای        | نماینده تهران           | ۱۳۷۹–۱۳۸۳ | برادر سید علی خامنه‌ای، رهبری                                                                                              |      |
| حسین مرعشی              | نماینده کرمان           | ۱۳۷۹–۱۳۸۳ | پسرعموی عفت مرعشی، همسرِ اکبر هاشمی رفسنجانی رئیس‌جمهور وقت                                                                 |      |
| علی هاشمی بهرمانی       | نماینده رفسنجان         | ۱۳۷۹–۱۳۸۳ | برادر زاده اکبر هاشمی رفسنجانی، رئیس‌جمهور سابق                                                                            |      |
| احمد ناطق نوری          | نماینده نور و محمودآباد | ۱۳۷۹–۱۳۸۳ | برادر علی‌اکبر ناطق نوری رئیس سابق مجلس                                                                                    |      |
| وحیده طالقانی           | نماینده تهران           | ۱۳۷۹–۱۳۸۳ | فرزند سید محمود طالقانی، رئیس شورای انقلاب و امام جمعه تهران                                                              |      |
| سید محمدحسن ابوترابی‌فرد | نماینده قزوین           | ۱۳۷۹–۱۳۸۳ | - فرزند سید عباس ابوترابی‌فرد، نماینده سابق مجلس - برادر سید علی‌اکبر ابوترابی‌فرد، نماینده سابق مجلس و مؤسس جمعیت ایثارگران |      |
| جمیله کدیور             | نماینده تهران           | ۱۳۷۹–۱۳۸۳ | - همسر سید عطاءالله مهاجرانی، وزیر سابق ارشاد و معاون رئیس‌جمهور - خواهر محسن کدیور، اندیشمند دینی                         |      |
| اسدالله کیان‌ارثی        | نماینده فریدن اصفهان    | ۱۳۷۹–۱۳۸۳ | داماد صادق خلخالی، رئیس سابق دادگاه‌های انقلاب اسلامی و نماینده سابق مجلس خبرگان                                           |      |
| طاهره رضازاده           | نماینده شیراز           | ۱۳۷۹–۱۳۸۳ | همسر ابراهیم اصغرزاده، نماینده سابق مجلس و معاون وزیر ارشاد                                                               |      |
| جلیل سازگارنژاد         | نماینده شیراز           | ۱۳۷۹–۱۳۸۳ | برادر محمدامین سازگارنژاد، نمیانده سابق مجلس و معاون وزیر کار                                                             |      |
| فاطمه کروبی             | مشاور اجتماعی رئیس مجلس |           | همسر مهدی کروبی، رئیس وقت مجلس                                                                                            |      |

### مجلس پنجم
| نام                  | مسئولیت                 | سال تصدی  | نسبت فامیلی                                                           | منبع |
| -------------------- | ----------------------- | --------- | --------------------------------------------------------------------- | ---- |
| فائزه هاشمی          | نماینده تهران           | ۱۳۷۵–۱۳۷۹ | دختر اکبر هاشمی رفسنجانی، رئیس‌جمهور وقت                               |      |
| فاطمه کروبی          | نماینده تهران           |           | همسر مهدی کروبی، رئیس سابق مجلس                                       |      |
| حسین مرعشی           | نماینده کرمان           | ۱۳۷۵–۱۳۷۹ | پسرعموی عفت مرعشی، همسرِ علی‌اکبر هاشمی رفسنجانی رئیس‌جمهور سابق         |      |
| احمد ناطق نوری       | نماینده نور و محمودآباد | ۱۳۷۵–۱۳۷۹ | برادر علی‌اکبر ناطق نوری رئیس مجلس وقت                                 |      |
| سید عباس پاک‌نژاد     | نماینده یزد             | ۱۳۷۵–۱۳۷۹ | برادر سید رضا پاک‌نژاد، نماینده سابق مجلس و از اعضای حزب جمهوری اسلامی |      |
| سید محمود حسینی واعظ | نماینده رامیان          | ۱۳۷۵–۱۳۷۹ | فرزند سید حسین حسینی واعظ، نماینده سابق مجلس                          |      |
| حبیب‌الله رشیدی کوچی  | نماینده مرودشت          | ۱۳۷۵–۱۳۷۹ | برادر جلیل رشیدی کوچی، نمیانده سابق مجلس                              |      |
| نفیسه فیاض‌بخش        | نماینده تهران           | ۱۳۷۵–۱۳۷۹ | فرزند محمدعلی فیاض‌بخش، وزیر مشاور و رئیس سابق سازمان بهزیستی          |      |

### مجلس چهارم
| نام              | مسئولیت                 | سال تصدی  | نسبت فامیلی                                                                     | منبع |
| ---------------- | ----------------------- | --------- | ------------------------------------------------------------------------------- | ---- |
| احمد ناطق نوری   | نماینده نور و محمودآباد | ۱۳۷۱–۱۳۷۵ | برادر علی‌اکبر ناطق نوری رئیس وقت مجلس                                           |      |
| اسدالله کیان‌ارثی | نمانیده فریدن اصفهان    | ۱۳۷۱–۱۳۷۵ | داماد صادق خلخالی، رئیس سابق دادگاه‌های انقلاب اسلامی و نماینده سابق مجلس خبرگان |      |
| سید عباس پاک‌نژاد | نماینده یزد             | ۱۳۷۱–۱۳۷۵ | برادر سید رضا پاک‌نژاد، نماینده سابق مجلس و از اعضای حزب جمهوری اسلامی           |      |
| سید مجتبی عرفانی | نماینده تالش            | ۱۳۷۱–۱۳۷۵ | فرزند سید یونس عرفانی، نمیانده سابق مجلس                                        |      |
| نفیسه فیاض‌بخش    | نماینده تهران           | ۱۳۷۱–۱۳۷۵ | فرزند محمدعلی فیاض‌بخش، وزیر مشاور و رئیس سابق سازمان بهزیستی                    |      |

### مجلس سوم
| نام                  | مسئولیت                 | سال تصدی  | نسبت فامیلی | منبع |
| -------------------- | ----------------------- | --------- | --- | ---- |
| عاتقه صدیقی          | نماینده تهران           | ۱۳۶۷–۱۳۷۱ | همسر محمدعلی رجایی، رئیس‌جمهور سابق ایران                                                                                       |      |
| محمدعلی شهیدی محلاتی | نماینده محلات           | ۱۳۶۷–۱۳۷۱ | - داماد سید هاشم رسولی محلاتی، نماینده سابق مجلس خبرگان - باجناغ علی‌اکبر ناطق نوری، وزیر سابق کشور                             |      |
| احمد ناطق نوری       | نماینده نور و محمودآباد | ۱۳۶۷–۱۳۷۱ | برادر علی‌اکبر ناطق نوری وزیر سابق کشور                                                                                         |      |
| سید هادی خامنه‌ای     | نماینده مشهد            | ۱۳۶۷–۱۳۷۱ | برادر سید علی خامنه‌ای |      |
| گوهرالشریعه دستغیب   | نماینده تهران           | ۱۳۶۷–۱۳۷۱ | - برادر زاده سید عبدالحسین دستغیب، نماینده ولی فقیه و امام جمعه سابق شیراز - برادر زاده سید محمدمهدی دستغیب، تولیت حرم شاه‌چراغ |      |
| محمد اشرفی اصفهانی   | نماینده کرمانشاه        | ۱۳۶۷–۱۳۷۱ | فرزند عطاءالله اشرفی اصفهانی، امام جمعه سابق و نماینده ولی فقیه در کرمانشاه                                                    |      |

### مجلس دوم
| نام                | مسئولیت              | سال تصدی  | نسبت فامیلی | منبع |
| ------------------ | -------------------- | --------- | --- | ---- |
| سید محمد خامنه‌ای   | نماینده مشهد         | ۱۳۶۳–۱۳۶۷ | برادر سید علی خامنه‌ای، رئیس‌جمهور وقت                                                                                           |      |
| سید هادی خامنه‌ای   | نماینده مشهد         | ۱۳۶۳–۱۳۶۷ | برادر سید علی خامنه‌ای، رئیس‌جمهور وقت                                                                                           |      |
| عاتقه صدیقی        | نماینده تهران        | ۱۳۶۳–۱۳۶۷ | همسر محمدعلی رجایی، رئیس‌جمهور سابق ایران                                                                                       |      |
| اسدالله کیان‌ارثی   | نمانیده فریدن اصفهان | ۱۳۶۳–۱۳۶۷ | داماد صادق خلخالی، رئیس سابق دادگاه‌های انقلاب اسلامی و نماینده مجلس خبرگان                                                     |      |
| گوهرالشریعه دستغیب | نماینده تهران        | ۱۳۶۳–۱۳۶۷ | - برادر زاده سید عبدالحسین دستغیب، نماینده ولی فقیه و امام جمعه سابق شیراز - برادر زاده سید محمدمهدی دستغیب، تولیت حرم شاه‌چراغ |      |
| محمد اشرفی اصفهانی | نماینده کرمانشاه     | ۱۳۶۳–۱۳۶۷ | فرزند عطاءالله اشرفی اصفهانی، امام جمعه سابق و نماینده ولی فقیه در کرمانشاه                                                    |      |
| سید مجتبی عرفانی   | نماینده تالش         | ۱۳۶۳–۱۳۶۷ | فرزند سید یونس عرفانی، نمیانده سابق مجلس                                                                                       |      |

### مجلس اول
| نام                   | مسئولیت                 | سال تصدی  | نسبت فامیلی | منبع   |
| --------------------- | ----------------------- | --------- | --- | ------ |
| احمد ناطق نوری        | نماینده نور و محمودآباد | ۱۳۵۹–۱۳۶۳ | برادر علی‌اکبر ناطق نوری وزیر وقت کشور                                                                                     |        |
| اعظم طالقانی          | نماینده تهران           | ۱۳۵۹–۱۳۶۳ | فرزند سید محمود طالقانی، رئیس شورای انقلاب و امام جمعه تهران                                                              |        |
| سید محمد خامنه‌ای      | نماینده مشهد            | ۱۳۵۹–۱۳۶۳ | برادر سید علی خامنه‌ای، رئیس‌جمهور وقت                                                                                      |        |
| سید هادی خامنه‌ای      | نماینده مشهد            | ۱۳۵۹–۱۳۶۳ | برادر سید علی خامنه‌ای، رئیس‌جمهور وقت                                                                                      |        |
| عاتقه صدیقی           | نماینده تهران           | ۱۳۶۰–۱۳۶۳ | همسر محمدعلی رجایی، رئیس‌جمهور سابق ایران                                                                                  |        |
| سید محمد خاتمی        | نماینده اردکان          | ۱۳۵۹–۱۳۶۱ | فرزند سید روح‌الله خاتمی، نماینده ولی‌فقیه و امام جمعه یزد                                                                  |        |
| محمدتقی مطهری فریمانی | نماینده خراسان رضوی     |           | برادر مرتضی مطهری، رئیس سابق شورای انقلاب                                                                                 |        |
| اسدالله کیان‌ارثی      | نمانیده فریدن اصفهان    | ۱۳۵۹–۱۳۶۳ | داماد صادق خلخالی، حاکم شرع و رئیس دادگاه‌های انقلاب اسلامی                                                                |        |
| غفور صادقی خلخالی     | نماینده خلخال           | ۱۳۵۹–۱۳۶۳ | برادر صادق خلخالی، حاکم شرع و رئیس دادگاه‌های انقلاب اسلامی                                                                | [ ۳۴ ] |
| گوهرالشریعه دستغیب    | نماینده تهران           | ۱۳۵۹–۱۳۶۳ | - برادر زاده سید عبدالحسین دستغیب، نماینده ولی فقیه و امام جمعه شیراز - برادر زاده سید محمدمهدی دستغیب، تولیت حرم شاه‌چراغ |        |
| محمدعلی صدوقی         | نماینده یزد             | ۱۳۶۰–۱۳۶۳ | فرزند محمد صدوقی، امام جمعه سابق یزد و عضو سابق مجلس خبرگان قانون اساسی                                                   |        |
| مجتبی استکی           | نماینده شهرکرد          | ۱۳۶۰      | برادر رحمان استکی، نماینده سابق شهرکرد و از اعضای حزب جمهوری اسلامی                                                       |        |
| فریدون استکی          | نماینده شهرکرد          | ۱۳۶۱–۱۳۶۳ | - برادر رحمان استکی، نماینده سابق شهرکرد و از اعضای اصلی حزب جمهوری اسلامی - برادر مجتبی استکی، نماینده سابق شهرکرد       |        |
| نورالدین رحیمی        | نماینده ملاوی           | ۱۳۶۰–۱۳۶۳ | برادر سید فخرالدین رحیمی، نمیانده سابق مجلس                                                                               |        |
| سید مجتبی عرفانی      | نماینده تالش            | ۱۳۶۰–۱۳۶۳ | فرزند سید یونس عرفانی، نمیانده سابق مجلس                                                                                  |        |

## مجمع تشخیص مصلحت نظام
| نام                  | مسئولیت             | سال تصدی  | نسبت فامیلی | منبع   |
| -------------------- | ------------------- | --------- | --- | ------ |
| صادق لاریجانی        | رئیس مجمع           | ۱۳۹۷      | داماد حسین وحید خراسانی، از مراجع تقلید و برادر علی لاریجانی رئیس سابق مجلس                                      |        |
| محمدعلی موحدی کرمانی | عضو مجمع            | ۱۳۶۸      | برادر محمدمهدی موحدی کرمانی، نمانیده سابق روح‌الله خمینی در شهربانی و رئیس سابق عقیدتی سیاسی ستاد کل نیروهای مسلح | [ ۳۵ ] |
| غلامعلی حداد عادل    | عضو مجمع            | ۱۳۹۰      | - پدر عروس سید علی خامنه‌ای (همسر سید مجتبی خامنه‌ای) - برادر مجید حداد عادل، استاندار سابق کرمانشاه               | [ ۲ ]  |
| محمود محمدی عراقی    | عضو مجمع            | ۱۳۹۰      | داماد محمدتقی مصباح یزدی عضو سابق مجلس خبرگان                                                                    |        |
| احمد توکلی           | عضو مجمع            | ۱۳۹۶      | پسرخاله مادری صادق لاریجانی، رئیس مجمع تشخیص                                                                     |        |
| محمد هاشمی رفسنجانی  | عضو مجمع            | ۱۳۷۵–۱۳۹۰ | برادر اکبر هاشمی رفسنجانی، رئیس وقت مجمع                                                                         |        |
| محمد محمدی ری‌شهری    | عضو مجمع            | ۱۳۷۵–۱۳۹۰ | داماد علی مشکینی، رئیس سابق مجلس خبرگان                                                                          |        |
| محسن هاشمی رفسنجانی  | رئیس دفتر رئیس مجمع | ۱۳۷۶–۱۳۸۸ | فرزند اکبر هاشمی رفسنجانی، رئیس وقت مجمع                                                                         |        |
| محمد هاشمی رفسنجانی  | رئیس دفتر رئیس مجمع | ۱۳۸۸–۱۳۹۶ | برادر اکبر هاشمی رفسنجانی، رئیس وقت مجمع                                                                         |        |

## سازمان صدا و سیما

### دوره پیمان جبلی
| نام        | مسئولیت                   | سال تصدی | نسبت فامیلی                                | منبع   |
| ---------- | ------------------------- | -------- | ------------------------------------------ | ------ |
| وحید جلیلی | قائم مقام رئیس صدا و سیما | ۱۴۰۰     | برادر سعید جلیلی، عضو شورای عالی امنیت ملی | [ ۳۶ ] |

### دوره علی‌عسگری
| نام                 | مسئولیت                        | سال تصدی  | نسبت فامیلی                                                                   | منبع |
| ------------------- | ------------------------------ | --------- | ----------------------------------------------------------------------------- | ---- |
| حمید شاه آبادی      | معاون سیما                     | ۱۳۹۹–۱۴۰۰ | برادر همسر علی‌عسگری، رئیس وقت صدا و سیما                                      |      |
| علی فروغی           | رئیس شبکه سه سیما              | ۱۳۹۷      | فرزند باجناغ غلامعلی حداد عادل، رئیس سابق مجلس                                |      |
| محمدجواد لاریجانی   | عضو شورای اندیشه‌ورزی شبکه چهار | ۱۳۹۷      | - برادر صادق لاریجانی رئیس وقت قوه قضاییه - برادر علی لاریجانی، رئیس وقت مجلس |      |
| فریدالدین حداد عادل | عضو شورای اندیشه ورزی شبکه سه  | ۱۳۹۷      | فرزند غلامعلی حداد عادل، رئیس سابق مجلس                                       |      |
| علی فروغی           | رئیس بسیج صدا و سیما           | ۱۳۹۵–۱۳۹۷ | فرزند باجناغ غلامعلی حداد عادل، رئیس سابق مجلس                                |      |
| حسن خجسته باقرزاده  | عضو شورای اندیشه‌ورزی شبکه افق  | ۱۳۹۶      | برادر منصوره خجسته باقرزاده همسر سید علی خامنه‌ای                              |      |
| مهرداد بذرپاش       | عضو شورای اندیشه ورزی شبکه پنج | ۱۳۹۶      | داماد علیرضا علی‌احمدی، وزیر سابق آموزش و پرورش                                |      |

### دوره محمد سرافراز
| نام              | مسئولیت         | سال تصدی  | نسبت فامیلی                                                                                       | منبع |
| ---------------- | --------------- | --------- | ------------------------------------------------------------------------------------------------- | ---- |
| محمد سرافراز     | رئیس صدا و سیما | ۱۳۹۳–۱۳۹۵ | برادر جواد سرافراز، عضو شورای مرکزی حزب جمهوری اسلامی و مسئول دفتر سید محمد بهشتی                 |      |
| علی‌اصغر پورمحمدی | معاون سیما      | ۱۳۹۳–۱۳۹۵ | - پسر عموی مصطفی پورمحمدی، وزیر سابق کشور و دادگستری - برادر همسر سید محمد حسینی، وزیر سابق ارشاد |      |

### دوره ضرغامی
| نام                | مسئولیت                  | سال تصدی  | نسبت فامیلی                                      |
| ------------------ | ------------------------ | --------- | ------------------------------------------------ |
| حسن خجسته باقرزاده | معاون برنامه‌ریزی و نظارت | ۱۳۸۷–۱۳۹۳ | برادر منصوره خجسته باقرزاده همسر سید علی خامنه‌ای |

### دوره علی لاریجانی
| نام                | مسئولیت                                | سال تصدی  | نسبت فامیلی                                                                                                | منبع   |
| ------------------ | -------------------------------------- | --------- | --- | ------ |
| علی لاریجانی       | رئیس صدا و سیما                        | ۱۳۷۲–۱۳۸۳ | داماد مرتضی مطهری و برادر صادق لاریجانی                                                                    |        |
| حسن خجسته باقرزاده | معاون صدا                              | ۱۳۸۷–۱۳۷۷ | برادر منصوره خجسته باقرزاده همسر رهبری                                                                     | [ ۳۷ ] |
| سید محمدحسین حجازی | عضو شورای راهبردی گروه اجتماعی شبکه دو | ۱۳۸۱      | - فرزند سید علی‌اصغر حجازی، از اعضای بلندپایه دفتر رهبری - برادر زاده سید محمدکاظم حجازی، نماینده سابق مجلس |        |

### دوره هاشمی‌رفسنجانی
| نام                 | مسئولیت         | سال تصدی  | نسبت فامیلی                             | منبع   |
| ------------------- | --------------- | --------- | --------------------------------------- | ------ |
| محمد هاشمی رفسنجانی | رئیس صدا و سیما | ۱۳۶۸–۱۳۷۲ | برادر اکبر هاشمی رفسنجانی رئیس‌جمهور وقت | [ ۳۸ ] |

## مجلس خبرگان
| نام                   | مسئولیت             | سال تصدی  | نسبت فامیلی | منبع   |
| --------------------- | ------------------- | --------- | --- | ------ |
| محمدباقر باقری کنی    | نماینده مجلس خبرگان | ۱۳۶۱–۱۳۷۷ | - برادر محمدرضا مهدوی کنی، رئیس سابق مجلس خبرگان - پدر داماد رهبری (مصباح‌الهدی باقری کنی) - پدر علی باقری کنی، معاون وزیر خارجه                                                                       | [ ۳۹ ] |
| سید محسن خرازی        | نماینده تهران       |           | - پدر عروس سید علی خامنه‌ای، رهبری (همسر سید مسعود خامنه‌ای) - برادر کمال خرازی، وزیر سابق خارجه - پدر صادق خرازی، سفیر سابق ایران در فرانسه                                                            |        |
| سید هاشم رسولی محلاتی | نماینده تهران       | ۱۳۶۹–۱۳۷۷ | - برادر زن صادق خلخالی، حاکم سابق شرع و رئیس دادگاه‌های انقلاب - پدر زن علی‌اکبر ناطق نوری، رئیس وقت مجلس - پدر زن عباس آخوندی، وزیر وقت مسکن                                                           |        |
| محمد محمدی ری‌شهری     | نماینده تهران       | ۱۳۹۵–۱۴۰۱ | داماد علی مشکینی، رئیس سابق مجلس خبرگان |        |
| محمود محمدی عراقی     | نماینده کرمانشاه    | ۱۳۹۵      | داماد محمدتقی مصباح یزدی عضو سابق مجلس خبرگان |        |
| سید علی‌اصغر دستغیب    | نماینده فارس        |           | - خواهر زاده سید عبدالحسین دستغیب، نماینده سابق ولی‌فقیه در فارس و امام جمعه شیراز - برادر سید علی‌محمد دستغیب، نماینده سابق مجلس خبرگان - خواهر زاده سید محمدمهدی دستغیب، تولیت سابق حرم شاه‌چراغ شیراز |        |
| سید احمد خمینی        | نماینده تهران       | ۱۳۶۹–۱۳۷۳ | فرزند روح‌الله خمینی | [ ۴۰ ] |

## نمایندگان ولی‌فقیه و امام جمعه
| نام                     | مسئولیت                                              | سال تصدی | نسبت فامیلی | منبع   |
| ----------------------- | ---------------------------------------------------- | -------- | --- | ------ |
| محمدعلی موحدی کرمانی    | امام جمعه موقت تهران                                 | ۱۳۹۱     | برادر محمدمهدی موحدی کرمانی، نمانیده سابق روح‌الله خمینی در شهربانی و رئیس سابق عقیدتی سیاسی ستاد کل نیروهای مسلح                                               | [ ۴۱ ] |
| سید محمدحسن ابوترابی‌فرد | امام جمعه موقت تهران                                 | ۱۳۹۶     | - فرزند سید عباس ابوترابی‌فرد، نماینده سابق مجلس - برادر سید علی‌اکبر ابوترابی‌فرد، نماینده سابق مجلس و مؤسس جمعیت ایثارگران                                      |        |
| سید مهدی قریشی          | نماینده ولی‌فقیه در آذربایجان غربی و امام جمعه ارومیه | ۱۳۹۲     | فرزند سید علی‌اکبر قریشی، نماینده مجلس خبرگان | [ ۴۲ ] |
| محمد هاشمیان            | امام جمعه رفسنجان                                    |          | - پسر عموی اکبر هاشمی رفسنجانی، رئیس‌جمهور سابق - برادر حسین هاشمیان، نماینده مجلس - پسر عمومی محمد هاشمی رفسنجانی، رئیس سابق صدا و سیما و معاون سابق رئیس‌جمهور |        |

## نهادهای نظامی
| نام                  | مسئولیت                                     | سال تصدی  | نسبت فامیلی | منبع   |
| -------------------- | ------------------------------------------- | --------- | --- | ------ |
| محمد باقری           | رئیس ستاد کل نیروهای مسلح                   | ۱۳۹۵      | برادر حسن باقری، جانشین سابق فرمانده نیروی زمینی سپاه                                                            |        |
| عطاءالله صالحی       | فرمانده کل ارتش                             | ۱۳۸۴–۱۳۹۵ | شوهر خواهر محمد شریعتمداری، وزیر سابق کار و صنعت                                                                 |        |
| محمدعلی موحدی کرمانی | نماینده ولی فقیه در سپاه پاسداران           | ۱۳۸۴–۱۳۷۰ | برادر محمدمهدی موحدی کرمانی، نمانیده سابق روح‌الله خمینی در شهربانی و رئیس سابق عقیدتی سیاسی ستاد کل نیروهای مسلح | [ ۴۳ ] |
| داود احمدی‌نژاد       | دبیر کمیته دائمی پدافند غیرعامل کشور        | ۱۳۹۰–۱۳۸۷ | برادر محمود احمدی‌نژاد، رئیس جمهور وقت                                                                            |        |
| مهرداد بذرپاش        | قائم‌مقام مدیرعامل بنیاد تعاون سپاه پاسداران | ۱۳۹۱–۱۳۸۹ | داماد علیرضا علی‌احمدی، وزیر سابق آموزش و پرورش                                                                   | [ ۴۴ ] |

## سازمان تبلیغات اسلامی
| نام                | مسئولیت                                   | سال تصدی  | نسبت فامیلی | منبع   |
| ------------------ | ----------------------------------------- | --------- | --- | ------ |
| سید مهدی خاموشی    | رئیس سازمان                               | ۱۳۸۰–۱۳۹۷ | - فرزند سید تقی خاموشی، نماینده سابق مجلس و از بنیانگذاران حزب موتلفه اسلامی - برادر زاده سید علینقی خاموشی، نمیانده سابق مجلس و رئیس سابق بنیاد مستضعفان - برادر زاده سید ابوالحسن خاموشی، سرپرست سابق وزارت راه و وزارت نیرو | [ ۴۵ ] |
| محمد مهدی دادمان   | رئیس حوزه هنری                            | ۱۳۹۹      | فرزند رحمان دادمان، وزیر سابق راه |        |
| سجاد صفار هرندی    | رئیس پژوهشکده فرهنگ و هنر اسلامی          | ۱۴۰۰      | فرزند محمدحسین صفار هرندی، عضو مجمع تشخیص مصلحت و وزیر سابق ارشاد | [ ۴۶ ] |
| کمیل خجسته         | مدیر عامل مؤسسه فرهنگی و اطلاع‌رسانی تبیان | ۱۳۹۷–۱۴۰۱ | - برادر زاده منصوره خجسته باقرزاده همسر سید علی خامنه‌ای - فرزند حسن خجسته باقرزاده، معاون سابق صدا و سیما |        |
| پرویز اسماعیلی     | مدیر عامل خبرگزاری مهر                    | ۱۳۸۲–۱۳۸۹ | برادر محسن اسماعیلی، عضو شورای نگهبان |        |
| میثم نیلی          | مشاور رئیس سازمان در حوزه کتاب و نشر      | ۱۳۹۸      | - برادر داماد ابراهیم رئیسی، رئیس‌جمهور (مقداد نیلی) - فرزند حسین نیلی، وزیر سابق معادن و فلزات |        |
| سید محمدحسین حجازی | دبیر سرویس اجتماعی مؤسسه تبیان            | ۱۳۸۱      | - فرزند سید علی‌اصغر حجازی، از اعضای بلندپایه دفتر رهبری - برادر زاده سید محمدکاظم حجازی، نماینده سابق مجلس |        |

## نهادهای علمی و دانشگاهی
| نام                 | مسئولیت                                                  | سال تصدی  | نسبت فامیلی | منبع   |
| ------------------- | -------------------------------------------------------- | --------- | --- | ------ |
| عباسعلی عمید زنجانی | رئیس دانشگاه تهران                                       | ۱۳۸۴–۱۳۸۶ | داماد سید شهاب‌الدین مرعشی نجفی، فقیه و مرجع تقلید                                                                                                 | [ ۴۷ ] |
| زهرا رهنورد         | رئیس دانشگاه الزهرا                                      | ۱۳۷۷–۱۳۸۵ | همسر میرحسین موسوی، نخست‌وزیر سابق و عضو مجمع تشخیص مصلحت نظام                                                                                     |        |
| سید محمد مرندی      | معاون بین‌الملل دانشگاه تهران                             | ۱۴۰۰      | فرزند سید علیرضا مرندی، وزیر سابق بهداشت |        |
| محمدرضا تخشید       | رئیس دانشکده حقوق و علوم سیاسی دانشگاه تهران             |           | داماد محمد یزدی، رئیس سابق قوه قضاییه |        |
| حمید وحید دستجردی   | رئیس پژوهشکده فلسفه تحلیلی پژوهشگاه دانش‌های بنیادی       | ۱۳۹۸      | - فرزند سیف‌الله وحید دستجردی، رئیس سابق هلال احمر - برادر مرضیه وحید دستجردی، وزیر سابق بهداشت - برادر احمد وحید دستجردی، قائم‌مقام سابق وزیر دفاع |        |
| جمیله علم‌الهدی      | پژوهشکده مطالعات بنیادین علم و فناوری دانشگاه شهید بهشتی | ۱۳۹۲      | - همسر سید ابراهیم رئیسی، رئیس‌جمهور و رئیس سابق قوه قضاییه - فرزند سید احمد علم‌الهدی، امام جمعه مشهد و نماینده مجلس خبرگان                        |        |
| سید محمدحسین حجازی  | مدیرعامل مؤسسه تحقیقاتی دانشگاه علوم پزشکی تهران         | ۱۳۷۹–۱۳۸۲ | - فرزند سید علی‌اصغر حجازی، از اعضای بلندپایه دفتر رهبری - برادر زاده سید محمدکاظم حجازی، نماینده سابق مجلس                                        |        |

## ستاد اجرایی فرمان امام
| نام           | مسئولیت                      | سال تصدی | نسبت فامیلی                                                                                      | منبع   |
| ------------- | ---------------------------- | -------- | ------------------------------------------------------------------------------------------------ | ------ |
| مهرداد بذرپاش | معاون اجتماعی و امور استان‌ها |          | داماد علیرضا علی‌احمدی، وزیر سابق آموزش و پرورش                                                   | [ ۴۹ ] |
| یاسر جلالی‌منش | رئیس مؤسسه دانش‌بنیان برکت    |          | داماد سید علی‌اصغر حجازی، از اعضای بلندپایه بیت رهبری                                             |        |
| سیدجواد حجازی | رئیس ستاد در استان همدان     |          | - پدر سید علی‌اصغر حجازی، از اعضای بلندپایه بیت رهبری - پدر سید محمدکاظم حجازی، نماینده سابق مجلس |        |

## شهرداری تهران

### دوره قالیباف
| نام       | مسئولیت                         | سال تصدی | نسبت فامیلی                             |
| --------- | ------------------------------- | -------- | --------------------------------------- |
| زهرا مشیر | مشاور شهردار و مدیر امور بانوان |          | همسر محمدباقر قالیباف، شهردار وقت تهران |

### دوره زاکانی
علیرضا زاکانی در ارابه موقعیتهای مالی و تجاری به داماد خود حسین حیدری و دخترش مریم زاکانی و  پدر این دامادش اقداماتی انجام داده است. پدر دامادش در یک طبقه از سازمان فرهنگی و هنری نشسته و در بسیاری از اقدامات این سازمان دخالت می‌کند.  حسین حیدری و مریم زاکانی مدیران شرکت عمیدرایانه شریف هستند که مشتریانش همراه اول و شرکت ارتباطات زیرساخت مخابرات ایران هستند.  یکی از شرکت‌های مرتبط با او نیز شرکت ایده‌نگار عرش است.  حیدری از طرف زاکانی به سمت رئیس هیئت مدیره هلدینگ فناوری اطلاعات بانک شهر نیز منصوب شده است.

## کمیته امداد امام خمینی
| نام                | مسئولیت                    | سال تصدی | نسبت فامیلی                                                                                          |
| ------------------ | -------------------------- | -------- | --- |
| مرضیه وحید دستجردی | عضو هیئت امنای کمیته امداد | ۱۳۹۴     | - فرزند سیف‌الله وحید دستجردی، رئیس سابق هلال احمر - خواهر احمد وحید دستجردی، قائم‌مقام سابق وزیر دفاع |

## شورای عالی انقلاب فرهنگی
| نام            | مسئولیت                                    | سال تصدی | نسبت فامیلی | منبع |
| -------------- | ------------------------------------------ | -------- | --- | ---- |
| سید احمد خمینی | عضو شورا                                   |          | فرزند روح‌الله خمینی |      |
| جمیله علم‌الهدی | دبیری شورای تحول و نوسازی نظام آموزشی کشور | ۱۳۹۸     | - همسر سید ابراهیم رئیسی، رئیس‌جمهور و رئیس سابق قوه قضاییه - فرزند سید احمد علم‌الهدی، امام جمعه مشهد و نماینده مجلس خبرگان |      |

## سازمان اوقاف و امور خیریه
| نام             | مسئولیت                       | سال تصدی | نسبت فامیلی | منبع   |
| --------------- | ----------------------------- | -------- | --- | ------ |
| سید مهدی خاموشی | نماینده ولی‌فقیه و رئیس سازمان | ۱۳۹۷     | - فرزند سید تقی خاموشی، نماینده سابق مجلس و از بنیانگذاران حزب موتلفه اسلامی - برادر زاده سید علینقی خاموشی، نمیانده سابق مجلس و رئیس سابق بنیاد مستضعفان - برادر زاده سید ابوالحسن خاموشی، سرپرست سابق وزارت راه و وزارت نیرو | [ ۵۲ ] |

## شورای راهبردی روابط خارجی
| نام         | مسئولیت                   | سال تصدی | نسبت فامیلی | منبع         |
| ----------- | ------------------------- | -------- | --- | ------------ |
| کمال خرازی  | رئیس شورا                 | ۱۳۸۵     | - برادر سید محسن خرازی، نماینده مجلس خبرگان و پدر عروس سید علی خامنه‌ای رهبری - عموی صادق خرازی، سفیر سابق ایران در فرانسه | [ ۵۳ ]       |
| سورنا ستاری | رئیس کمیسیون علم و فناوری | ۱۴۰۱     | فرزند منصور ستاری، فرمانده سابق نیروی هوایی ارتش                                                                          | [ ۲ ] [ ۵۴ ] |

## سایر نهادها
| نام                | مسئولیت                                           | سال تصدی | نسبت فامیلی                                                                                                | منبع |
| ------------------ | ------------------------------------------------- | -------- | --- | ---- |
| کمیل باقرزاده      | رایزن فرهنگی ایران در لبنان                       | ۱۴۰۱     | فرزند سردار محمد باقرزاده، فرمانده کمیته جستجوی مفقودین ستاد کل نیروهای مسلح                               |      |
| سید محمدحسین حجازی | مشاور معاون فرهنگی سازمان فرهنگ و ارتباطات اسلامی | ۱۳۸۹     | - فرزند سید علی‌اصغر حجازی، از اعضای بلندپایه دفتر رهبری - برادر زاده سید محمدکاظم حجازی، نماینده سابق مجلس |      |